# Alain Claes
Alain Claes (11 april 1968) is een Vlaamse radiopresentator die voor de Vlaamse zender Joe werkt.

## Loopbaan
Claes presenteerde van 1998 tot 2004 de Top 30-hitlijst op Radio 2. In 2004 verhuisde hij naar Radio Donna waar hij muziekcoördinator werd en ook af en toe als vervanger een programma presenteerde.
In 2008 werkte Claes nog even mee aan de ontwikkeling van de opvolger van Donna, MNM, maar toen maakte hij de overstap van de VRT naar de VMMa, waar hij als producer mee JOE fm (het huidige Joe) opstartte. Sindsdien duikt hij er af en toe op als  invallend presentator. Hij is de vaste vervanger van Sven & Anke in de ochtend. Hij werkt vooral achter de schermen en bepaalde o.a. de muzieklijn van alle radiostations van DPG.